# SOR C 12
SOR C 12 – międzymiastowy autobus klasy maxi produkowany w fabryce SOR Libchavy w Czechach.
Produkowany od 2000 roku pojazd jest najdłuższym przedstawicielem średniopodłogowej serii C.
Autobus o długości 11,82 metra posiada dwoje drzwi o układzie 1-1-0 lub 1-2-0.Wewnątrz mieści się 86 pasażerów, w tym 29 – 51 na miejscach siedzących.
Z tyłu znajduje się układ napędowy, złożony z silnika NEF 67 o mocy ok. 290 KM, manualnej skrzyni biegów ZF o 6-ciu przełożeniach i osi napędowej DANA.